# Calanesia karsholti
Calanesia karsholti är en fjärilsart som beskrevs av Sinev 1990. Calanesia karsholti ingår i släktet Calanesia och familjen fransmalar. Inga underarter finns listade i Catalogue of Life.